# ジュゼッペ・トゥッチ
ジュゼッペ・トゥッチ（Giuseppe Tucci、1894年6月5日 - 1984年4月5日）は、イタリアの東洋学者・考古学者。専門はチベットと仏教史の研究。欧米の各国語に加えて サンスクリット語、パーリ語、ベンガル語、中国語などにも通じ、ローマ・ラ・サピエンツァ大学などで教鞭を執った。

## 生涯と思想
1894年、マチェラータの中産階級に生まれ、大学に進学する前に、ヘブライ語、中国語、サンスクリット語を独学で学んだ。 第一次世界大戦によって学問を中断するが、1919年にローマ大学を卒業した。
卒業後は、インドに旅行し、詩人のタゴールが創設したヴィシュヴァ・バラーティ大学にて、仏教、チベット語、ベンガル語を学ぶとともにイタリア語と中国語を教えた。さらに、ダッカ大学、コルカタ大学でも学ぶとともに教鞭を執り、1931年までインドに滞在したのち、イタリアに戻った。
帰国後は主にローマ大学で教鞭を執ったが、同時にヨーロッパやアジアの多くの研究機関で客員研究員として活動した。1933年にはイタリア中東極東研究所（Istituto italiano per il Medio ed Estremo Oriente: IsMEO)の創設に力を尽くした。トゥッチは副所長となり、また言語コースのディレクターでもあった。
1936年には日本を初めて公式に訪問、1937年1月まで2ヶ月にわたって滞在し、東京で日伊学会の創設に立ち会っている。また、日本国内の各地を訪れ、チベットと「民族の純度」についての講演を行っている。
1947年からはイタリア中東極東研究所の所長となり、1978年までその任にあった。
1927年から1948年まで8度にわたってチベット・ラダックに入り、選びぬかれた膨大な文献と文革による破壊前の貴重な図像を入手した。それらはイタリア中東極東研究所に収蔵され、1994年と2003年にその目録が出版されている。1932年に出版した『インド・チベティカ』叢書、1949年の『チベット絵巻』などは中共による破壊以前のチベットの貴重な記録となっている。一方で、パキスタン、アフガニスタンのガズニー、イランのペルセポリスなどでも先駆的な考古学の発掘調査を行っている。イタリア国立東洋美術館の発展にも尽くした。生涯で執筆した著書や論文、記事は300を超える。
1984年にローマ近郊のサン・ポーロ・デイ・カヴァリエーリで死去した。

### 政治との関係
第二次大戦前のトゥッチはベニート・ムッソリーニとファシズムの支持者であった。ローマ大学では、ファシスト政権下で文相を務めたこともある哲学者ジョヴァンニ・ジェンティーレの影響で、ムッソリーニの協力者となった。1936年から1937年の来日時には、ムッソリーニ政権の代表としての役割を持っており、両国の外交関係を発展させるとともに、ファシズムのプロパガンダを担っていた。1937年4月には日本国内でムッソリーニの代理としてスピーチを行っている。その精力的な活動は、イタリアが日本・ドイツと防共協定を結ぶための地ならしの役割を果たした。

## 受賞・栄典
- 1978年：ネルー賞（英語版）。
- 1979年：バルザン賞を受賞。

## 著書
- Lo Zen e il Carattere del Popolo Giapponese, Asiatica, 1939
- Teoria e pratica del Mandala, Roma, Astrolabio, 1949
  - 『マンダラの理論と実践』ロルフ・ギーブル訳、平河出版社、1984
  - 『マンダラの理論と実際』 金岡秀友 秋山余思共訳、金花舎、1992
- A Lhasa e oltre, Roma, La Libreria dello Stato, 1950
  - 『チベット仏教探検誌 : G.トゥッチのヤルルン紀行』杉浦満訳、平河出版社、1992